# Јавожиња Слонска
Јавожиња Слонска (пољ. Jaworzyna Śląska) град је у Пољској у Војводству доњошлеском. По подацима из 2012. године број становника у месту је био 5261.

## Становништво
| 2012. |
| ----- |
| 5.261 |

## Партнерски градови
- Пфефенхаузен